# Richardson Lakes
Richardson Lakes är en sjö i Antarktis. Den ligger i Östantarktis. Australien gör anspråk på området. Richardson Lakes ligger 335 meter över havet.